# UFC Japan
UFC Japan: Ultimate Japan  (noto anche come UFC Ultimate Japan o UFC 15.5) era un evento di arti marziali miste tenuto dal Ultimate Fighting Championship il 21 dicembre 1997, a Yokohama, Giappone. L'evento è stato visto in pay per view negli Stati Uniti, sulla TV via cavo in Giappone, ed è stato successivamente pubblicato su home video.

## Retroscena
L'evento prevedeva un torneo dei pesi massimi a quattro, il primo incontro del campionato dei pesi medi UFC, un incontro del campionato dei pesi massimi, un Superfight e un incontro alternativo.  Ultimate Japan 1 prevedeva la prima apparizione in UFC delle leggende dell'MMA Kazushi Sakuraba e Frank Shamrock.
L'evento è stato la prima apparizione dell'annunciatore di lunga data dell'UFC Mike Goldberg, che ha sostituito Bruce Beck come annunciatore play by play. Un'altra novità degna di nota è stata l'uso di una musica d'ingresso unica per ogni lottatore, sebbene questa non sia stata ripetuta in UFC 16. Inoltre, questo evento UFC è stato il primo ad essere ambientato in un paese diverso dagli Stati Uniti o dai suoi territori.

### La storia di Sakuraba
Nel tentativo di attirare l'attenzione della Kingdom Pro Wrestling giapponese, Hiromitsu Kanehara e Yoji Anjo hanno firmato per competere nella Ultimate Fighting Championship nel torneo Ultimate Japan. Come ha voluto il destino, Kanehara si è infortunato durante l'allenamento per il torneo e Kazushi Sakuraba è finito come suo sostituto a tarda ora. Il torneo era destinato ai pesi massimi e Sakuraba, con i suoi 183 chili, era quasi venti libbre sotto la designazione di 200 libbre dell'UFC per la classe di peso. Dichiarandosi di pesare 203 libbre per ottenere l'ingresso, Sakuraba è stato accoppiato con la cintura nera di jiu-jitsu brasiliano da 243 libbre ed ex campione di Extreme Fighting, Marcus Silveira.
A seguito di una raffica di colpi di Silveira, Sakuraba cadde per un colpo basso, solo per far terminare prematuramente il combattimento con un KO. L'arbitro John McCarthy aveva erroneamente pensato che Sakuraba fosse stato eliminato. È seguita una forte protesta da parte della folla e un arrabbiato Sakuraba ha tentato senza successo di prendere il microfono e rivolgersi al pubblico giapponese. Tuttavia, dopo aver esaminato il nastro, McCarthy ha cambiato la sua decisione in un no-contest. Tank Abbott, che in precedenza aveva sconfitto Yoji Anjo, abbandonò il torneo a causa di un infortunio alla mano, lasciando Sakuraba e Silveira ad affrontarsi ancora una volta quella notte in quello che sarebbe stato l'incontro di campionato del torneo. Questa volta, Sakuraba ha rivendicato la vittoria, sottoponendo Silveira con un armbar. In seguito, Sakuraba affermò notoriamente: "In effetti, il wrestling professionistico è forte".

## Risultati
- Eventuale ripescaggio nel torneo dei Pesi Massimi:  Tra Telligman contro  Brad Kohler

Telligman sconfisse Kohler per sottomissione (armbar) a 10:10.
- Semifinale del torneo dei Pesi Massimi:  Tank Abbott contro  Yoji Anjo

Abbott sconfisse Anjo per decisione. Abbott non poté proseguire il torneo a causa della frattura di una mano.
- Semifinale del torneo dei Pesi Massimi:  Kazushi Sakuraba contro  Marcus Silveira

Inizialmente una vittoria per KO a 1:51 di Silveira, il risultato venne cambiato in No Contest per precedente giudizio errato dell'arbitro.
- Incontro per il titolo dei Pesi Medi:  Frank Shamrock contro  Kevin Jackson

Shamrock sconfisse Jackson per sottomissione (armbar) a 0:16 e divenne il primo campione dei pesi medi, poi rinominati in pesi mediomassimi.
- Incontro categoria Pesi Massimi:  Vítor Belfort contro  Joe Charles

Belfort sconfisse Charles per sottomissione (armbar) a 4:04.
- Finale del torneo dei Pesi Massimi:  Kazushi Sakuraba contro  Marcus Silveira

Sakuraba sconfisse Silveira per sottomissione (armbar) a 3:45 e vinse il torneo dei pesi massimi UFC Japan.
- Incontro per il titolo dei Pesi Massimi:  Maurice Smith (c) contro  Randy Couture

Couture sconfisse Smith per decisione e divenne il nuovo campione dei pesi massimi.